# Xã Danforth, Quận Iroquois, Illinois
Xã Danforth (tiếng Anh: Danforth Township) là một xã thuộc quận Iroquois, tiểu bang Illinois, Hoa Kỳ. Năm 2010, dân số của xã này là 928 người.